# Josef Grabmeier
Josef Grabmeier (* 23. Juli 1927 in Höfen) ist katholischer Prälat in Regensburg.

## Biografie
Seine Schulzeit verlebte Grabmeier bis zur vierten Klasse in Teisbach. Später legte er im Knabenseminar in Straubing das Abitur ab. In den letzten Jahren des Zweiten Weltkriegs wurde er zum Militärdienst einberufen. Nach seiner Rückkehr ging Grabmeier nach Regensburg und studierte Religion. Am 19. März 1952 wurde Josef Grabmeier in Regensburg durch Erzbischof Michael Buchberger zum Priester geweiht. Nach Kaplansstellen in Cham und Selb wurde er in Mietraching Pfarrkurat. Später war er Assessor bei der katholischen Jugendfürsorge in Regensburg, später dann Pfarrer in Klardorf und Dekan im Dekanat Schwandorf.
1977 wurde er ins Ordinariat in Regensburg als Domkapitular berufen. 1988 wurde er zum Prälaten ernannt. 2012 feierte er sein 60-jähriges Priesterjubiläum.
Seit 1997 hilft Grabmeier als Ruhestandpfarrer aus. Mit großem Aufwand führte er die Redaktion des „Directorium Spirituale“. Er ist der Vertreter der Diözese Regensburg für das Hilfswerk für die Katholische Kirche in den Ländern Skandinaviens und Vorstandsmitglied im St. Ansgarwerk e. V. Zudem ist er Mitglied der Marianischen Männerkongregation und Kuratoriumsmitglied des Forums Deutscher Katholiken.